# Sideritis delgadilloi
Sideritis delgadilloi là một loài thực vật có hoa trong họ Hoa môi. Loài này được Obón, D.Rivera & Alcaraz miêu tả khoa học đầu tiên năm 1996.